# Jeffrey Weise
Jeffrey "Jeff" James Weise (8 de agosto de 1988 - 21 de marzo de 2005) fue un asesino en masa estadounidense quien cometió los tiroteos de Red Lake el 21 de marzo de 2005.
El 21 de marzo de 2005, Weise mató a su abuelo y al acompañante de su abuelo antes de ir a la escuela secundaria de la reserva, donde asesinó a siete personas más e hirió a otras cinco. Murió por suicidio antes de que pudiera ser capturado por la policía. Weise tuvo dificultades en la escuela debido a los frecuentes traslados, el acoso, las interrupciones en su vida personal y la ausencia escolar.
En mayo y junio de 2004, Weise intentó suicidarse y fue hospitalizado brevemente. Estaba en tratamiento por depresión y le habían recetado Prozac como antidepresivo. Su caso reavivó la discusión pública sobre el uso del Prozac en niños y adolescentes; la Administración de Alimentos y Medicamentos había publicado una advertencia al respecto en octubre de 2004 como un factor en el aumento de los suicidios y la violencia entre los jóvenes.

## Vida
Weise nació el 8 de agosto de 1988 en Mineápolis, Minnesota, hijo único de Joanne Elizabeth Weise (nacida el 15 de abril de 1970) y Daryl "Baby Dash" Allen Lussier Jr. (22 de noviembre de 1965 - 21 de julio de 1997), una pareja de ojibwe solteros de la reserva india de Red Lake, en Red Lake, Minnesota. Los ojibwe sólo permiten vivir en la reserva a los miembros de su tribu, situada en el noroeste de Minnesota, a 250 millas al norte de Minneapolis; es una de las dos reservas "cerradas" del país. La pareja se separó antes de que naciera el niño.
En noviembre de 1988, los padres de Joanne la obligaron a entregar a Jeff, de tres meses, al cuidado de su padre, que vivía con sus padres y su familia en Red Lake. En junio de 1991, cuando Jeff tenía casi tres años, su madre reclamó al niño. Se lo llevó a vivir a la zona de Minneapolis-Saint Paul. Más tarde, Jeff declaró en Internet que su madre era alcohólica y que había abusado física y emocionalmente de él.
En 1992, Joanne Weise empezó a salir con un hombre que supuestamente también abusaba de Jeff. Tras tener dos hijos, la pareja se casó el 27 de junio de 1998.
El 21 de julio de 1997, cuando Jeff tenía ocho años, su padre murió suicidándose de un disparo. Llevaba varios días enfrentado al Departamento de Policía de Red Lake. Su abuelo, Daryl "Dash" Lussier Sr. (3 de septiembre de 1946 - 21 de marzo de 2005), sargento de la policía tribal desde 1965, había intentado intervenir pero fue incapaz de lograr un final pacífico.
El 5 de marzo de 1999, cuando Jeff tenía diez años, su madre sufrió un accidente de tráfico en el que un tractor-remolque chocó contra el coche que conducía su prima. Las mujeres habían bebido. La prima murió en el accidente y Joanne sufrió graves lesiones cerebrales. En 2000, ella y su marido se separaron; completaron el divorcio en mayo de 2004. Sus acuerdos de custodia sólo abarcaban a los hijos que tuvieron juntos y no a Jeff.
Tras el accidente de su madre, Jeff quedó bajo la custodia y el cuidado de su abuela paterna, en la reserva de Red Lake. El niño tuvo que abandonar Mineápolis, donde había vivido casi once años. Dos de sus tías paternas dijeron que también estaban implicadas en su cuidado; una vivió con su hijo en casa de su madre durante este periodo.
La abuela de Jeff y su marido estaban separados. Él compartía casa con su compañera y el hijo de ambos. Según la familia, Jeff se hizo muy cercano de sus dos abuelos. En 2003, su madre se había trasladado a un centro de vida asistida; se había recuperado lo suficiente del accidente como para trabajar a tiempo parcial y había recuperado el habla. Weise prefirió quedarse con su abuela antes que reunirse con su madre y mudarse de nuevo.

## Escuelas
Debido a su desestructurada vida familiar, Weise asistió de niño a numerosas escuelas: Pearson Elementary School en Shakopee, Minnesota, desde preescolar hasta cuarto curso; Bluff Creek Elementary School en Chanhassen, Minnesota, para quinto curso; y Red Lake Middle School de sexto a octavo curso. En 2002, Weise se vio obligado a repetir el octavo curso debido a sus malas notas y al absentismo escolar; se matriculó en un programa de educación especial de la escuela llamado Learning Center (Centro de Aprendizaje). A partir de la escuela secundaria, Weise sufrió frecuentes burlas y acoso por parte de otros alumnos.

### Escuela secundaria
Weise se hizo muy cercano de su abuelo paterno, Daryl "Dash" Lussier Sr., y de su compañera más joven, Michele Sigana, que le habían dado su propia habitación con ellos. Según la familia, Weise mantenía una buena relación con ambos.
En septiembre de 2003, Weise se matriculó en el instituto Red Lake Senior High School de Red Lake. Los profesores y compañeros le recordaban como una persona retraída y, al parecer, tenía un historial de comportamiento problemático. A veces se le pedía que se educara en casa. Su abuela dijo que llevaba cinco semanas sin ir a la escuela antes del tiroteo.
Su profesora de estudios sociales, Wanda Baxter, recordaba: "[Weise] sabía escuchar como cualquier otro alumno normal. Era tranquilo, pero nunca un alborotador". Otro profesor describió a Weise como "un chico bastante brillante, pero... perezoso cuando se trataba de la escuela".
Según los informes, sus compañeros se burlaban de Weise por su aspecto físico: medía 1,80 m y pesaba 80 kg; vestía de negro y llevaba un abrigo largo. Normalmente no respondía a sus burlas. Weise dijo: "Debido a mi tamaño y apariencia la gente no me da tantos problemas como lo harían si pareciera débil". Varios estudiantes recuerdan a Weise como una persona no violenta. Además, un miembro de la familia dijo que los alumnos estaban al corriente del suicidio del padre de Weise y de que su madre había sido recluida en una residencia de ancianos mientras él asistía al instituto.
Un amigo íntimo de Weise le describió como "el único con quien hablaba de mis problemas. Era digno de confianza y siempre era capaz de entender por lo que yo estaba pasando". Otras chicas también dijeron que podían hablar con él. Aunque a veces se describía a Weise como un solitario, varios estudiantes dijeron que tenía numerosos amigos. Tenía un cuaderno en el que dibujaba lo que un amigo cercano describió como "cosas oscuras".
Más tarde se descubrió que Weise había publicado numerosos comentarios en Internet en los que expresaba su frustración por vivir en Red Lake y la sensación de que su vida escapaba a su control. Describió la reserva "como un lugar donde la gente 'elige el alcohol antes que la amistad', donde las mujeres descuidan 'su propia carne y sangre' por las relaciones con los hombres, donde no podía escapar de 'la tumba que me estoy cavando continuamente'".
Su depresión le llevó a intentar suicidarse en mayo de 2004, cuando se cortó la muñeca. Cambió de opinión, decidiendo que "ese no era el camino", y publicó sus pensamientos en el sitio web Above Top Secret:
Había pasado por muchas cosas en mi vida que me habían llevado por un camino más oscuro del que la mayoría elige tomar. Me partí la carne de la muñeca con un abridor de cajas, pintando el suelo de mi habitación con sangre que no debería haber derramado. Después de estar allí sentado durante lo que me parecieron horas (que aparentemente sólo fueron minutos), tuve la revelación de que ése no era el camino. Fue mi decisión [sic] buscar tratamiento médico, ya que, por otro lado, podría haber optado por quedarme allí sentado hasta que se drenara suficiente sangre de las laceraciones descendentes en mis muñecas como para morir.
Después de que intentara suicidarse de nuevo al mes siguiente, en junio de 2004, sus tías acordaron con el Centro Médico de Red Lake su hospitalización en un centro alejado de la reserva. Su tratamiento continuado incluía asesoramiento y la prescripción de Prozac, un antidepresivo.
Una fuente afirmó que su médico le había aumentado la dosis en 2005, una semana antes del tiroteo, a 60 mg diarios de Prozac. Su abuela dijo que no había visto al médico desde el 21 de febrero. Sus tías Shauna y Tammy Lussier estaban preocupadas por el aumento de su dosis.
Los asesinatos y el suicidio de Weise reabrieron el debate público sobre el uso de Prozac entre niños y adolescentes. En octubre de 2004, la Administración de Alimentos y Medicamentos (FDA) había emitido una advertencia sobre su uso debido a su asociación con más pensamientos y actos de suicidio y violencia. Sin embargo, en aquel momento era el único antidepresivo aprobado para su uso en niños.

## Tiroteos
El 21 de marzo de 2005, Weise mató a nueve personas antes de suicidarse en un asesinato-suicidio. Con una Ruger MK II que había adquirido hasta un año antes del tiroteo, Weise mató primero a su abuelo, Daryl Lussier Sr., de 58 años, mientras dormía en la cama, y a la novia de su abuelo, Michelle Sigana, de 32 años, mientras ésta volvía arriba desde el sótano con la colada. Entonces, cogió las armas de fuego de su abuelo (una pistola Glock 22 y una escopeta de acción de bombeo) y condujo el coche patrulla de su abuelo hasta el colegio. En la escuela, Weise disparó y mató al guardia de seguridad desarmado Derrick Brun, de 28 años, antes de entrar en la escuela. Una vez dentro, Weise disparó al azar por un pasillo y en un aula, matando a la profesora Neva Wynkoop-Rogers, de 62 años, y a los alumnos Dewayne Lewis, de 15 años; Chase Lussier, de 15 años; Chanelle Rosebear, de 15 años; Thurlene Stillday, de 15 años; y Alicia White, de 14 años. Tras participar en un breve tiroteo con la policía y resultar herido tres veces en la parte baja de la espalda, la pierna derecha y el brazo derecho, Weise se retiró a otra aula y murió suicidándose con una escopeta.
La extensa familia Lussier llevaba años intentando ayudarle, y consiguió que Weise recibiera atención y tratamiento psiquiátrico para la depresión. La Dra. Leslie Lundt, psiquiatra, ha comentado que el suicidio de uno de los padres expone a las personas a un alto riesgo de sufrir problemas psicológicos, al igual que el abuso de alcohol en la familia.

## Actividades en línea
Según los informes, Weise pasaba mucho tiempo en línea en sitios de blogs. Uno de esos blogs incluía un foro neonazi en Internet del Partido Libertario Nacional Socialista Verde. Los mensajes revelaban su admiración por las ideas de Adolf Hitler y su interés por persuadir a otros nativos americanos de los méritos de esas ideas. En una ocasión, se peleó con un alumno al que se refirió como "comunista". También alegó que se había advertido a la escuela de que alguien iba a "disparar" contra el centro el 20 de abril, día del cumpleaños de Adolf Hitler y aniversario de la matanza del instituto Columbine, y que las autoridades escolares le "inculparon" de la amenaza.
Weise también creó animaciones Flash violentas y las colgó en Internet (incluido el sitio web Newgrounds). Subió estas animaciones bajo el alias de "Regret". Una de ellas, titulada Target Practice, muestra a un individuo que dispara a tres personas con un fusil de asalto, hace estallar un coche de policía con una granada y dispara a un miembro del Ku Klux Klan. Termina cuando el personaje utiliza una pistola para dispararse en la cabeza. La animación va acompañada de sonidos de disparos.

## Compensación
Tras los asesinatos y el suicidio de Weise, en abril de 2005, la Red Lake Band of Chippewa distribuyó 15 subvenciones a familias de víctimas y personas afectadas por los tiroteos, procedentes de un fondo conmemorativo que recibió 200.000 dólares en donaciones de todo el país. Entregaron 5.000 dólares en concepto de ayuda a las víctimas a los familiares de Weise, para ayudarles a pagar el funeral y el entierro del joven. Aunque algunas personas se opusieron, un líder tribal dijo que los familiares de Weise tenían una doble carga, ya que ellos también habían perdido a un familiar, y ahora tenían que vivir con el hecho de que él lo había causado.